# Otto Mueller
Otto Mueller (Silesia, Imperio alemán, 16 de octubre de 1874 - 24 de septiembre de 1930) fue un pintor e ilustrador alemán del grupo expresionista «Die Brücke».

## Vida y obra
Otto Mueller nació en Liebau (hoy Lubawka, Polonia), Kreis Landeshut, Silesia alemana. De padre alemán y una madre de etnia gitana "sinti". Entre 1890 y 1892 se formó como litógrafo en Görlitz y Breslau. Desde 1894 hasta 1896 estudió en la Academia de Bellas Artes de Dresde y siguió sus estudios en Múnich en 1898. Dejó la Academia de Bellas Artes de Múnich después de que Franz von Stuck lo considerara sin talento.
Sus primeras obras muestran la influencia del impresionismo, Jugendstil y simbolismo. Cuando se estableció en Berlín en 1908, se volvió más y más hacia el expresionismo. Durante esta época tuvo encuentros con Wilhelm Lehmbruck, Rainer Maria Rilke y Erich Heckel. En 1910, se unió al grupo Die Brücke, que tenía base en Dresde y que unía a artistas expresionistas. Fue miembro del grupo hasta que se disolvió en 1913 debido a diferencias artísticas. Al mismo tiempo, Mueller también entró en contacto con el grupo de artistas del Blaue Reiter.
Durante la Primera Guerra Mundial luchó como soldado alemán en Francia y Rusia. Después de la guerra se convirtió en profesor en la academia de arte (Akademie der Bildenden Kunste) de Breslau donde enseñó hasta su muerte, acaecida el 24 de septiembre de 1930. Allí enseñó, entre otros, a Johnny Friedlaender e Isidor Ascheim. Sus ilustraciones ascendieron a 172 láminas, en xilografía, aguafuerte y litografía.
En 1937 los nazis confiscaron 357 obras suyas que estaban en museos alemanes, puesto que sus cuadros se consideraron arte degenerado.
Mueller fue uno de los pintores expresionistas alemanes más líricos. El tema central de sus obras es la unidad de los humanos y la naturaleza, mientras que sus pinturas se centran en una armoniosa simplificación de la forma, el color y los contornos. Se le conoce especialmente por sus típicas pinturas de desnudos y mujeres gitanas.
La obra de Mueller ha sido una de las principales fuentes de inspiración para la artista colombiana Ana Maria Abello.

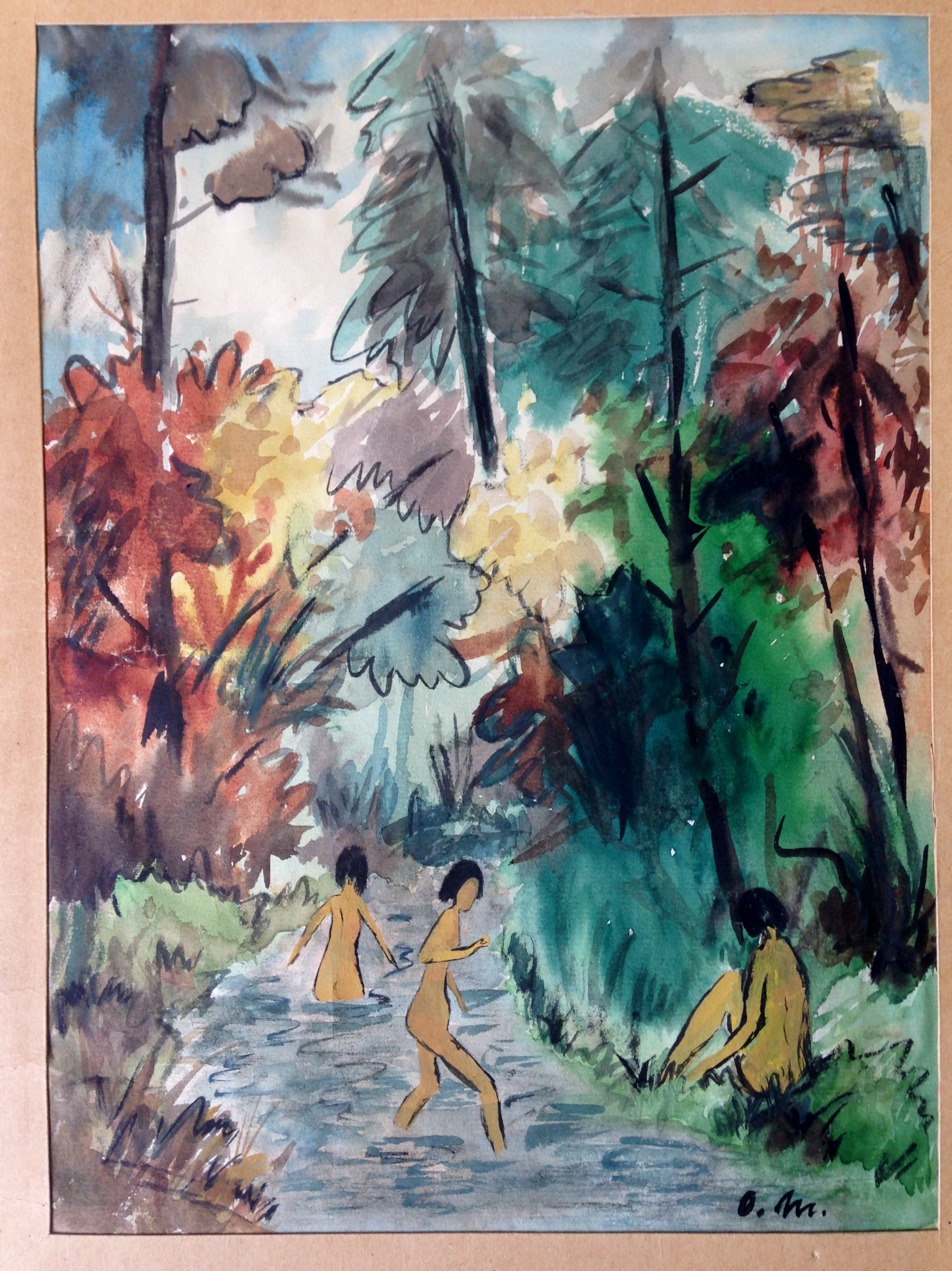
Naturaleza con bañistas, 1915 -1920 colección privada.

## Cuadros en museos
- Museo Brücke, Berlín, Alemania
- Museo Buchheim, Bernried, Alemania
- Museo de Bellas Artes de San Francisco
- Museo de Arte Moderno, Nueva York
- Galería Nacional de Arte, Washington D. C.
- Museo Thyssen Bornemisza, Madrid, España.